# Qualificazioni al campionato mondiale di calcio 1998
174 squadre partecipano alle qualificazioni per il Campionato mondiale di calcio 1998 per un totale di 32 posti disponibili per la fase finale. È il primo mondiale con 32 squadre nella fase finale. La Francia (come paese ospitante) e il Brasile (come campione in carica) sono qualificate automaticamente, lasciando così solo 30 posti per la fase finale.
I 32 posti disponibili per la Coppa del Mondo 1998 sono suddivisi tra le confederazioni nei seguenti modi:
- AFC (Asia): 3,5 posti, contesi da 36 squadre. La quarta classificata si qualifica allo Spareggio AFC-OFC.
- CAF (Africa): 5 posti, contesi da 38 squadre.
- CONCACAF (Nord America, Centro America e Caraibi): 3 posti, contesi da 30 squadre.
- CONMEBOL (Sud America): 5 posti, di cui uno già occupato dal Brasile; gli altri 4 posti sono contesi da 9 squadre.
- OFC (Oceania): 0,5 posti, contesi da 10 squadre. La vincitrice si qualifica allo Spareggio AFC-OFC.
- UEFA (Europa): 15 posti, di cui uno già occupato dalla Francia; gli altri 14 posti sono contesi da 49 squadre.

168 squadre hanno giocato almeno una partita di qualificazione; le partite giocate sono state 643, con 1992 gol segnati (con una media di 2,99 a partita).
ll sorteggio per la composizione dei gironi di qualificazione  si è svolto il 12 dicembre 1995 a Parigi, al Museo del Louvre.

## AFC
Le partite valide per l'assegnazione dei posti riservati alla confederazione asiatica sono iniziate il 16 marzo 1997 e si sono concluse il 16 novembre 1997. I posti a disposizione sono stati assegnati direttamente alle prime classificate in ognuno dei due gruppi da cinque squadre della fase finale e alla vincitrice dello spareggio di sola andata, il Giappone, tra le due seconde classificate. La perdente si è qualificata allo Spareggio AFC-OFC.
Squadre qualificate:
- Arabia Saudita (1ª classificata nel gruppo A della fase finale);
- Corea del Sud (1ª classificata nel gruppo B della fase finale);
- Giappone (vincitrice dello spareggio continentale).

## CAF
Le partite valide per l'assegnazione dei posti riservati alla confederazione africana sono iniziate il 1º giugno 1996 e si sono concluse il 17 agosto 1997. I posti a disposizione sono stati assegnati alle cinque squadre vincitrici dei cinque gruppi della seconda fase.
Squadre qualificate:
- Nigeria (1ª classificata nel gruppo A della fase finale);
- Tunisia (1ª classificata nel gruppo B della fase finale);
- Sudafrica (1ª classificata nel gruppo C della fase finale);
- Camerun (1ª classificata nel gruppo D della fase finale);
- Marocco (1ª classificata nel gruppo E della fase finale).

## CONCACAF
Le partite valide per l'assegnazione dei posti riservati alle squadre della confederazione nord-centroamericana e caraibica sono iniziate il 10 marzo 1996 e si sono concluse il 16 novembre 1997. I posti a disposizione sono stati assegnati alle prime tre nazionali classificate nel gruppo unico della fase finale.
Squadre qualificate:
- Messico (1ª classificata nel gruppo unico della fase finale);
- Stati Uniti (2ª classificata nel gruppo unico della fase finale);
- Giamaica (3ª classificata nel gruppo unico della fase finale).

## CONMEBOL
Le partite valide per l'assegnazione dei posti riservati alle squadre della confederazione sudamericana sono iniziate il 24 aprile 1996 e si sono concluse il 16 novembre 1997. I posti a disposizione sono stati assegnati alle prime quattro nazionali classificate nel gruppo unico.
Squadre qualificate:
- Brasile (qualificata di diritto come detentrice del titolo);
- Argentina (1ª classificata nel gruppo unico);
- Paraguay (2ª classificata nel gruppo unico);
- Colombia (3ª classificata nel gruppo unico);
- Cile (4ª classificata nel gruppo unico).

## OFC
Le partite valide per l'assegnazione dei posti riservati alla confederazione oceanica sono iniziate il 16 settembre 1996 e si sono concluse il 5 luglio 1997.
A differenza delle altre cinque confederazioni continentali, l'OFC non ha avuto un posto assicurato al campionato del mondo: la vincitrice delle selezioni, ossia l'Australia, si è qualificata allo Spareggio AFC-OFC.

## UEFA
Le partite valide per l'assegnazione dei posti riservati alla confederazione europea sono iniziate il 24 aprile 1996 e si sono concluse il 15 novembre 1997. I posti a disposizione sono stati assegnati alle nazionali prime classificate in ognuno dei nove gruppi e alla migliore seconda classificata, mentre le rimanenti seconde classificate si sono qualificate agli spareggi con partite di andata e ritorno, per determinare le vincitrici.
Squadre qualificate:
- Francia (qualificata di diritto come paese ospitante);
- Danimarca (1ª classificata nel gruppo 1);
- Inghilterra (1ª classificata nel gruppo 2);
- Norvegia (1ª classificata nel gruppo 3);
- Austria (1ª classificata nel gruppo 4);
- Bulgaria (1ª classificata nel gruppo 5);
- Spagna (1ª classificata nel gruppo 6);
- Paesi Bassi (1ª classificata nel gruppo 7);
- Romania (1ª classificata nel gruppo 8);
- Germania (1ª classificata nel gruppo 9);
- Scozia (migliore seconda classificata);
- Croazia (vincitrice del primo spareggio);
- Italia (vincitrice del secondo spareggio);
- Belgio (vincitrice del terzo spareggio);
- Jugoslavia (vincitrice del quarto spareggio).

## Interzona
Nelle qualificazioni interzonali c'è stato uno spareggio, con partite di andata e ritorno, per decidere l'ultima squadra a qualificarsi per Francia 1998. Nello Spareggio AFC-OFC si sono affrontate l'Iran, in quanto vincitrice dello spareggio della zona asiatica, e l'Australia, in quanto vincitrice della zona oceaniana. La prima partita degli spareggi si è disputata il 22 novembre 1997 mentre l'ultima si è disputata il 29 novembre 1997.
Squadra qualificata:
- Iran (vincitrice dello Spareggio AFC-OFC).

## Squadre qualificate

Le squadre qualificate

| Squadra        | Numero di presenze | Numero di presenze consecutive | Ultima apparizione |
| -------------- | ------------------ | ------------------------------ | ------------------ |
| Arabia Saudita | 2                  | 2                              | 1994               |
| Argentina      | 12                 | 7                              | 1994               |
| Austria        | 7                  | 1                              | 1990               |
| Belgio         | 10                 | 5                              | 1994               |
| Brasile        | 16                 | 16                             | 1994               |
| Bulgaria       | 7                  | 2                              | 1994               |
| Camerun        | 4                  | 3                              | 1994               |
| Cile           | 7                  | 1                              | 1982               |
| Colombia       | 4                  | 3                              | 1994               |
| Corea del Sud  | 5                  | 4                              | 1994               |
| Croazia        | 1                  | 1                              | esordiente         |
| Danimarca      | 2                  | 1                              | 1986               |
| Inghilterra    | 10                 | 1                              | 1990               |
| Francia        | 10                 | 1                              | 1986               |
| Germania       | 14                 | 12                             | 1994               |
| Giamaica       | 1                  | 1                              | esordiente         |
| Giappone       | 1                  | 1                              | esordiente         |
| Iran           | 2                  | 1                              | 1978               |
| Italia         | 14                 | 10                             | 1994               |
| Jugoslavia     | 9                  | 1                              | 1990               |
| Marocco        | 4                  | 2                              | 1994               |
| Messico        | 11                 | 2                              | 1994               |
| Nigeria        | 2                  | 2                              | 1994               |
| Norvegia       | 3                  | 2                              | 1994               |
| Paesi Bassi    | 7                  | 3                              | 1994               |
| Paraguay       | 5                  | 1                              | 1986               |
| Romania        | 7                  | 3                              | 1994               |
| Scozia         | 8                  | 1                              | 1990               |
| Sudafrica      | 1                  | 1                              | esordiente         |
| Spagna         | 10                 | 6                              | 1994               |
| Stati Uniti    | 6                  | 3                              | 1994               |
| Tunisia        | 2                  | 1                              | 1978               |